# Клифтон (Јужна Каролина)
Клифтон (енгл. Clifton) насељено је место без административног статуса у америчкој савезној држави Јужна Каролина.

## Демографија
По попису из 2010. године број становника је 541.
| Група             | 2000.    | 2010.       |
| Белци             | 0 (0,0%) | 494 (91,3%) |
| Афроамериканци    | 0 (0,0%) | 29 (5,4%)   |
| Азијати           | 0 (0,0%) | 5 (0,9%)    |
| Хиспаноамериканци | 0 (0,0%) | 5 (0,9%)    |
| Укупно            | 0        | 541         |